# پسرفت و تخریب خاک
پسرفت و تخریب خاک (به انگلیسی: Soil retrogression and degradation) دو فرایند تکاملی پس‌رونده هستند که با از دست دادن تعادل یک خاک پایدار مرتبط هستند. پس‌رفت در درجه اول به دلیل فرسایش خاک است و مربوط به پدیده‌ای است که در آن جانشینی زمین را به حالت فیزیکی طبیعی خود باز می‌گرداند. تخریب یک تکامل است، متفاوت از تکامل طبیعی، مربوط به آب و هوای محلی و پوشش گیاهی است. این به دلیل جایگزینی جامعه گیاهی اولیه (معروف به پوشش گیاهی اوج) با جوامع ثانویه است. این جایگزینی ترکیب و مقدار هوموس را اصلاح می‌کند و بر تشکیل خاک تأثیر می‌گذارد. ارتباط مستقیمی با فعالیت انسان دارد. تخریب خاک همچنین ممکن است به عنوان هرگونه تغییر یا آشفتگی بوم‌شناختی در خاک تلقی شود که زیان‌آور یا نامطلوب است.